# Fundraising
Fundraising ([ˈfʌndˌɹeɪzɪŋ]; deutsch „Mittelbeschaffung“; auch Mittelakquisition bzw. Kapitalbeschaffung) ist der Anglizismus für die organisierte und systematische Beschaffung von Ressourcen, ohne dass der Geber eine Gegenleistung erwartet.

## Allgemeines
Das Wort „Fundraising“ stammt aus den USA, wo das Substantiv für „Geld oder Kapital“ (englisch funds) und das Verb für „etwas aufbringen“ (englisch to raise) in der Kombination für „Mittel- oder Kapitalaufbringung“ stehen. Im Jahr 2001 wurde das Wort im Duden aufgenommen. Hier wird Fundraising definiert als die „systematische Beschaffung von Ressourcen, besonders Spendengeldern, für gemeinnützige, mildtätige oder kirchliche Zwecke zu möglichst geringen Kosten“. Der Begriffsumfang des Fundraising ist wesentlich größer als bei Spende, Sponsoring oder Stiftung. Es geht darum, dass sowohl Geld in allen Formen (Bargeld, Buchgeld, Forderungen, Geldsurrogate) und Sachen in allen Formen (bewegliche Sachen, Immobilien, Dienstleistungen) von allen Wirtschaftssubjekten beschafft werden.

## Zum Begriff Fundraising
Auch wenn die etymologischen Wurzeln des Begriffs auf die Beschaffung von Mitteln (englisch fund, „Mittel“, englisch to raise, „beschaffen“) weisen, geht es dem Fundraising nicht nur um die Beschaffung von (Spenden-)Geldern. Vielmehr versucht Fundraising alle von einer Organisation für die Erfüllung ihres gemeinnützigen Satzungszweckes benötigten Ressourcen zu beschaffen. Neben Geldleistungen können dies auch Sachleistungen (zum Beispiel eine Sachspende in Form eines Fahrzeugs) oder Dienstleistungen (beispielsweise eine Zeitspende in Form ehrenamtlichen Engagements) sein. Entsprechend ist eine Übersetzung des Anglizismus „Fundraising“ mit dem deutschen Begriff „Mittelbeschaffung“ dann zulässig, wenn unter „Mittel“ alle benötigten Ressourcen verstanden werden.
Eine Übersetzung des Fundraising-Begriffs mit „Spendenwerbung“ greift auch deswegen zu kurz, weil sie suggeriert, dass es sich beim Fundraising lediglich um eine werbliche bzw. kommunikative Aufgabe handelt. Fundraising ist jedoch eine umfassende Marketing-Aufgabe. Sämtliche Fundraising-Aktivitäten werden systematisch analysiert, geplant, durchgeführt und kontrolliert. In der Marketing-Systematik ist das Fundraising als „Beschaffungsmarketing“ einer Nonprofit-Organisation einzuordnen. So wie eine Reduzierung des Marketings auf Werbung unzulässig ist, kann auch Fundraising nicht auf Spendenwerbung reduziert werden. Eine geläufigere Übersetzung stellt der Begriff des Spendenmarketings dar, wobei aber auch dieser Terminus nicht ohne Probleme mit dem Begriff Fundraising gleichzusetzen ist.
Marita Haibach legt in ihrem Standardwerk Handbuch Fundraising zwar zugrunde, dass neben Sachmitteln, Rechten, Informationen, Arbeits- und Dienstleistungen der Schwerpunkt vor allem auf der Beschaffung finanzieller Mittel für gemeinnützige Organisationen liegt. Die Begrenzung auf gemeinnützige Organisationen ist jedoch problematisch, weil Fundraising auch für gemeinwohlorientierte Zwecke betrieben wird, die keine Anerkennung als gemeinnützig durch den Gesetzgeber finden.
Bezieht man die Perspektive der Spendenden mit ein, dann wird deutlich, dass die klassische Begriffsverwendung zu kurz greift und eine Verortung im Marketing problematisch sein kann. Denn Spendende wollen in der Regel keine Nonprofit-Organisationen finanzieren, sondern Menschen helfen, Zwecke erfüllen bzw. Werten Geltung verschaffen. Auf der individuellen Ebene gehe es um Werte, Identität und soziale Beziehungen, so die Erkenntnis von Kai Fischer in seiner Dissertation Warum Menschen spenden aus dem Jahr 2015. Spenden sind danach Gaben, die gegeben werden. Dies geschieht jedoch in einem anderen sozialen Prozess als eine Transaktion über Märkte. Fundraising wird damit zu einem Gestaltungsprinzip der Zivilgesellschaft. Die Finanzierung von Organisationen wird zu einer sekundären Notwendigkeit, da sich ohne Ressourcen die primären Zwecke nicht verwirklichen lassen.
In der internationalen Literatur ist heute unbestritten, dass nur langfristige Beziehungen zum Erfolg im Fundraising führen. Dies setzt voraus, dass Wünsche, Motive und Einstellungen der Gebenden im Fundraising systematisch berücksichtigt und Kommunikation von hier aus geplant wird („Donor-centered Fundraising“). Die hiermit eingehende Veränderung des Blickwinkels auf Fundraising setzt sich in Deutschland erst langsam durch.

## Methoden des Fundraisings
Bei der Mittelakquisition werden vier Gebermärkte angesprochen: Privatpersonen, Unternehmen, Stiftungen und staatliche Stellen für öffentliche Zuwendungen. Die methodische Ansprache dieser Gebermärkte ähnelt bei Privatpersonen eher dem Aboverkauf von Zeitungen und Zeitschriften, bei institutionellen Gebern eher dem Business-to-Business-Vertrieb einer gewinnorientierten Organisation.
- Strategische und operative Planung des Fundraising
- Identifizierung: Recherche möglicher Geber und Gönner (wird vor allem bei der Suche nach Großspendern eingesetzt)
- Kontaktarbeit via Telefon, Besuch und Einladung zu Veranstaltungen
- Persönliche Beziehungsarbeit, gemeinsame Freizeitgestaltung, Geschäftsfreundschaft
- Direktdialog
- langfristige Bindung von Spendern, Donor Relationship Management (DRM)
- Patenschaftsfundraising
- Relationship Fundraising: Segmentierung in verschiedene Spender-Zielgruppen und Einleitung von entsprechenden Bindungsmaßnahmen (Beziehungsarbeit)
- Erbschaftsmarketing
- Unternehmenskooperationen
- Charity Shopping: Positionierung auf Onlineplattformen, bei denen Verkäufer einen Teil der Kaufsumme an eine gemeinnützige Einrichtung abführen und der jeweilige Käufer bestimmt, welche NGO begünstigt werden soll.
- Geldauflagenmarketing
- Controlling: Evaluation und Analyse aller laufenden und vergangenen Fundraising-Maßnahmen
- Sachspenden-Fundraising: NGOs erhalten Spenden in Form bestimmter Sachgüter, durch deren Weiterverkauf ein monetärer Gewinn erwirtschaftet wird.

## Zielgruppen im Fundraising
Im Fundraising kommen verschiedene Förderndengruppen in Betracht.

### Privatpersonen
Spenden von Privatpersonen machen den größten Teil der eingeworbenen Ressourcen im Fundraising aus. Nach Auswertungen und kritischer Einschätzung der Steuerstatistiken werden in Deutschland zwischen fünf und sechs Milliarden Euro jährlich gespendet (Zahlen von 2015, spätere liegen noch nicht vor). Privatpersonen spenden aus ihrem Einkommen (die klassischen Kleinspenden), aus ihrem Vermögen (in der Regel Großspenden) und über ihr Erbe. Je nachdem, aus welcher Quelle Spenden stammen, variieren die Entscheidungsprozesse und damit auch die Anforderungen an das Fundraising und den Beziehungsaufbau.

### Unternehmen
Unternehmen kommen sowohl als Spender als auch als Sponsoren in Betracht. Während Spenden Gaben ohne Gegenleistungen sind, werden im Sponsoring Gegenleistungen erwartet und vereinbart. Diese sind in der Regel Einnahmen im steuerpflichtigen wirtschaftlichen Geschäftsbetrieb und unterliegen damit sowohl den Ertragssteuern (Körperschaftsteuer, Gewerbesteuer) als auch der Umsatzsteuer. Neben dem Sponsoring haben sich in den letzten Jahren unterschiedliche Formen von Kooperationen herausgebildet (Corporate Social Responsibility – CSR). Neben einem „Cause-related Marketing“ und dem „Co-Branding“ bestehen auch Formen, die der Einbindung der eigenen Mitarbeitenden dienen. Hierzu gehören etwa Formen des Corporate Volunteerings und der Einsatz im Rahmen der Personalentwicklung („Seitenwechsel“).

### Stiftungen
Fördernde Stiftungen gehören zu den klassischen Finanziers gemeinnütziger Organisationen. Sie vergeben zumindest einen Teil ihrer Kapitalerträge entsprechend den in ihren Satzungen definierten Zwecken. Voraussetzung für eine Zuwendung ist in der Regel ein Antrag auf Förderung, der den von der jeweiligen Stiftung aufgestellten Anforderungen entsprechen muss. Ein Recht auf Förderung besteht nicht. Stiftungen sind frei in ihren Entscheidungen.
Durch die Niedrigzinspolitik der Zentralbanken sind in den letzten Jahren die Kapitalerträge von Stiftungen gesunken. Damit stehen weniger Ressourcen zur Förderung zur Verfügung.

### Geldauflagen
Richter und Staatsanwaltschaften können Verfahren gegen Zahlung eines Bußgelds (Geldauflage) einstellen. Diese kann mit der Auflage verbunden werden, sie an eine gemeinnützige Organisation zu zahlen, die beim zuständigen Oberlandesgericht in die Liste der empfangsberechtigten Organisationen eingetragen ist.
Richter und Staatsanwälte sind in ihrer Entscheidung frei. Dadurch besteht die Möglichkeit, sie auf die eigene Organisation und die Projekte und Programme hinzuweisen. Häufig werden Geldauflagen deliktnah oder lokal zugewiesen.

## Kommunikationsinstrumente des Fundraisings
Die Mittelakquisition kann mit Hilfe und Unterstützung unterschiedlicher Kommunikationskanäle betrieben werden. Die Wahl eines Kanals ist abhängig von der Zielgruppe der Mittelakquisition und einer Kosten/Nutzen-Betrachtung.
- Persönlicher Kontakt (bereits bestehend oder auch zweckorientiert angebahnt)
- Mailing (Kaltmailings, Mailings zur Spenderbindung, Reaktivierungsmailings, Upgrading-Mailings)
- Straßen- und Haustürsammlung
- Themen- oder projektbezogene Kollekten (im kirchlichen Bereich)
- Standaktionen
- Eventmarketing (Veranstaltung zu Kommunikationszwecken)
- Massenmedien (Presse, Hörfunk, Fernsehen)
- Internet (E-Mail, Webseiten, Blogs)
- Telefon-Fundraising
- Mobile-Marketing (Mobilfunk)
- SMS-Spende

### Fundraising im Internet
Online-Fundraising hat gegenüber traditionellen Methoden einige Vorteile. Über das Internet können Spenden direkt ausgelöst werden (über Lastschrift oder Kreditkarte). Auch Kleinspenden können mit Hilfe von Micropayment-Systemen noch gewinnbringend abgewickelt werden. Über das Internet werden jüngere Zielgruppen erreicht, die bisher schlecht erschlossen waren. Erfahrungen scheinen zu zeigen, dass online zwar im Durchschnitt größere Beträge gespendet werden als offline, insgesamt bringt das Internet jedoch einen kleineren Teil der gesamten Spendeneinnahmen. Größere Organisationen mit Spendeneinnahmen über einer Million Euro dürften heutzutage bis zu fünf Prozent der gesamten Spendeneinnahmen online erlösen, im zeitlich eng begrenzten Umfeld einer medial begleiteten Naturkatastrophe ist für humanitäre Hilfsorganisationen ein Anteil von bis zu 20 Prozent an den Spendeneinnahmen eine realistische Zielgröße.
Für die Spendengewinnung im Internet haben sich neben traditionellen Ansätzen wie Newslettern und Websites mit Spendenformular auch neue Formen herausgebildet: So haben sich beispielsweise im amerikanischen Präsidentschaftswahlkampf des Jahres 2004 spendenbereite Online-Gemeinschaften gebildet, und ehrenamtliche Helfer haben in ihrem Freundes- und Bekanntenkreis online Geld für die Kampagne gesammelt. Die dafür nötigen Onlinewerkzeuge hatten die Kampagnen in ihren Freiwilligenportalen bereitgestellt. Neben Newslettern und Online-Gemeinschaften ist vor allem das Fundraising über Suchmaschinen zu nennen (Suchmaschinenmarketing/Suchmaschinenoptimierung). Über GoogleGrants ist es gemeinnützig anerkannten Organisationen, die für das Programm zugelassen wurden, möglich, kostenfrei Anzeigen (Google Adwords) in den Suchergebnislisten von Google zu schalten und hierüber gezielt Online-Spenden einzuwerben.
Social Media Portale wie Facebook und twitter können ebenfalls für Fundraisingzwecke genutzt werden, indem Applikationen zur direkten Online- oder SMS-Spende in die Nachrichtenkanäle implementiert werden. Eine quantitative Untersuchung der Aktivitäten von 65 deutschen Non-Profit-Organisationen im Social Web im Oktober 2010 ergab jedoch, dass umfassende Social Media Strategien noch die Ausnahme darstellen. Neben Facebook zeigte sich YouTube als beliebteste Plattform zur sozialen Distribution, circa 85 % der untersuchten Organisationen waren hier aktiv. Die Anzahl der veröffentlichten Beiträge stelle sich insgesamt als relativ gering heraus. Vernetzungsmöglichkeiten innerhalb der Social Media wurden kaum genutzt. Nur 10 % der Non-Profits integrierten Fundraisinginstrumente in ihre Web 2.0 Präsenz.

### Fundraising mit dem Handy
Viele Mobilfunkanbieter in Deutschland, Österreich und der Schweiz bieten Micropayment-Möglichkeiten mit dem Handy an. Eine Spenden-SMS ist eine Kurzmitteilung, die vom Spender mit einem organisationsspezifischen Kennwort versehen und an eine Kurzwahlnummer versendet wird. Anschließend erfolgt die Abbuchung des Geldbetrages von der Mobilfunkrechnung oder vom Prepaid-Guthaben.

### Fundraising für regional arbeitende Non-Profit-Organisationen
Verglichen mit bundesweit und international agierenden, haben regional arbeitende Organisationen trotz der räumlich enger begrenzten Zielgruppe Vorteile im Fundraising: Lokale und regionale Netzwerke können gezielt angesprochen und für den Kontaktaufbau genutzt werden, die Arbeit der Organisationen ist vor Ort erlebbar und viele Fördernde engagieren sich gerne für Projekte in ihrem Lebensumfeld. Hieraus lassen sich spezifische Strategien entwickeln, in denen sich Fundraising und bürgerschaftliches Engagement verbinden.

### Wirkungsnachweis
Ein wichtiger Hebel für das Fundraising gemeinnütziger Organisationen besteht darin, die bisherigen bzw. beabsichtigten gesellschaftlichen Wirkungen des Projekts nachweisen bzw. dokumentieren zu können. Sowohl staatliche Institutionen wie auch Unternehmen oder durch Spendenskandale verunsicherte Spender erwarten, dass eine Organisation die Qualität ihrer Arbeit mithilfe nachvollziehbarer Resultate belegen kann. Mittel der Wahl sind Wirkungsbelege, die sich durch Wirkungsanalysen gewinnen lassen, eine Wirkungslogik des Projekts oder auch der Social Reporting Standard.

### Spendensiegel und Transparenzvereinbarungen
Werden die von einer steuerbegünstigten Non-Profit-Organisation benötigten Ressourcen bei einem Unternehmen eingeworben, ist von steuerrechtlicher Bedeutung, ob das Unternehmen seine Geld-, Sach- oder Dienstleistungen im Rahmen seiner Corporate Social Responsibility (CSR) selbstlos als Spende oder im Rahmen des Sponsoring in Erwartung einer Gegenleistung zur Verfügung stellt. Unter bestimmten Voraussetzungen (siehe Sponsoring-Erlass) bedeutet dies für die empfangende Organisation, dass sie den steuerlichen Bereich der Gemeinnützigkeit verlässt und (unter Umständen ohne dies zu wissen oder wollen) den Bereich des wirtschaftlichen Geschäftsbetriebs betritt. Dies kann bedeuten, dass die eingeworbenen Ressourcen zu versteuern sind. Die begriffliche Abgrenzung von Spende und Sponsoring ist unter steuerrechtlichen Gesichtspunkten notwendig, da beides eine ganz unterschiedliche steuerliche Behandlung nach sich ziehen kann.
Zur Stärkung des Vertrauens der Spender bieten zahlreiche Zusammenschlüsse von Organisationen Spenden- und Organisationsprüfungsstrukturen an, mit denen Spender die Arbeit der Organisationen anhand unterschiedlichster Kriterien bewerten können, wie korrekte Verwaltung und Buchführung, transparente Darstellung der Mittelverwendung, ethisches Fundraising, erzielte Wirkungen, Fairness, Wahrhaftigkeit etc.
Bei einigen dieser Institutionen ist eine Prüfung und Siegelvergabe kostenpflichtig, wie z. B. beim DZI, bei anderen kostenfrei, wie z. B. bei Phineo. Beim Deutschen Spendenrat ist eine Prüfung im Mitgliedsbeitrag enthalten, andere Initiativen wie die Initiative Transparente Zivilgesellschaft basieren auf kostenfreien Selbstverpflichtungserklärungen.
Die Evangelische Allianz hat eine Clearing-Stelle eingerichtet, der jegliche Form von Manipulation und Machtmissbrauch durch Mitglieder gemeldet werden können.
Der Deutsche Fundraising Verband verpflichtet als Fachverband seine Mitgliedsorganisationen auf die Einhaltung der „19 Grundregeln für eine gute, ethische Fundraising-Praxis“ sowie der „Charta der Spenderrechte“, die von der verbandseigenen Schiedskommission überwacht werden.
Vergleichbare Initiativen und Zusammenschlüsse gibt es in Österreich mit dem Spendengütesiegel und in der Schweiz mit der ZEWO.

## Gedankenaustausch
Seit 1993 gibt es in Deutschland Fundraising-Kongresse, regionale Stammtische und Fachtagungen als Treffpunkte von Fundraisern zwecks Erfahrungsaustausch und Weiterbildung. Der größte Branchentreff in Europa ist der Internationale Fundraisingkongress. Hinzu kommen in Deutschland der Deutsche Fundraising Kongress und die Fundraising-Tage des Fundraiser-Magazins, in Österreich der Österreichische Fundraisingkongress, in der Schweiz der SwissFundraisingDay, sowie Tagungen in verschiedenen Städten.

## Spendenaufkommen
Das exakte, tatsächliche Spendenaufkommen in Deutschland ist nicht bekannt, die GfK SE führt jedoch im Auftrag des Deutschen Spendenrates e. V. jährlich stichprobenartige Befragungen durch, die Hochrechnungen erlauben. Danach lag das Spendenvolumen des Jahres 2019 bei insgesamt 5,1 Mrd. Euro, wobei nur 29 % aller Deutschen eine Geldspende leisteten. Der Deutsche Spendenrat erkennt in den letzten Jahren einen leichten Rückgang sowohl in der Anzahl der Spendenden als auch beim Spendenvolumen. Die durchschnittliche Höhe einer Spende betrug 37 Euro. Dabei macht der Dezember 18 % des jährlichen Gesamtspendenvolumens aus.
Gespendet wird vor allem für humanitäre Hilfe (75,3 %), Tierschutz (5,9 %), Sport (3,0 %) Kultur- und Denkmalpflege (2,5 %) sowie Umweltschutz (3,5 %).
Die Spenden von Unternehmen betrugen für das Jahr 2012 etwa 8,5 Milliarden Euro direkte Fördergelder sowie 1,5 Milliarden Euro Sachspenden und ca. 0,9 Milliarden Euro Infrastrukturspenden.

### Fundraising allgemein
- Nicole Fabisch: Fundraising. Spenden, Sponsoring und mehr… 2. Auflage. Deutscher Taschenbuch-Verlag, München 2006, ISBN 3-423-50859-0.
- Joachim Birzele und Sabine Schmeißer: Fundraising – Betriebswirtschaftliche und organisatorische Grundlagen für die Praxis sozialer Organisationen, Walhalla: Regensburg 2019.
- Kai Fischer: Warum Menschen spenden. Ein Beitrag zur Gabe-theoretischen Fundierung des Fundraisings. Mission-Based Verlag, Hamburg 2015, ISBN 978-3-9817457-0-2.
- Fundraising Akademie (Hrsg.): Fundraising. Handbuch für Grundlagen, Strategien und Instrumente. 5. Auflage. Springer Gabler Verlag, Wiesbaden 2016, ISBN 978-3-658-07109-7
- Alexander Glück: Die verkaufte Verantwortung – Das stille Einvernehmen im Fundraising. Stiftung&Sponsoring Verlag, Essen 2009, ISBN 978-3-9812114-2-9.
- Marita Haibach: Handbuch Fundraising: Spenden, Sponsoring, Stiftungen in der Praxis. 4., aktualisierte und erw. Aufl. Campus-Verlag, Frankfurt/Main, New York 2012, ISBN 978-3-593-39792-4.
- Marita Haibach und Jan Uekermann: Großspenden-Fundraising, 2. Aufl., Edition Fundraising im Springer Verlag, Wiesbaden 2021.
- Michael Urselmann: Fundraising – Professionelle Mittelbeschaffung für gemeinwohlorientierte Organisationen, 8. Auflage. Springer Gabler Verlag, Wiesbaden 2023, ISBN 978-3-658-39618-3.
- Michael Urselmann: Handbuch Fundraising. Springer Gabler Verlag, 3. Aufl., Wiesbaden 2024, ISBN 978-3-658-33764-3.
- Steffen Hillebrecht: Spendenakquisition und Sponsoring im Kontext eines kirchlichen Marketings (= Nonprofit-Fachschriften für Fundraiser und Nonprofit-Manager, Nr. 1), NonProfit-Verlag, Bietigheim-Bissingen 1999, ISBN 3-932624-21-1.
- Jörg Reschke: Online-Fundraising, Springer Gabler Wiesbaden 2020.
- Andreas Schiemenz: Das persönliche Gespräch – Fundraising durch Überzeugung, Springer Gabler Verlag Wiesbaden 2015.
- Sonja Harken und Martin Hodsman: Online-Spendenaktionen, Springer Gabler Wiesbaden 2019.
- Björn Lampe u. a.: Praxishandbuch Online-Fundraising, 4. Aufl., transcript Bielefeld 2015.

### Newsletter und Magazine
- Fundraising-Magazin ist ein Branchenmagazin für Sozialmarketing, Spenden und Stiftungen und stellt alle vergangenen Ausgaben kostenlos im Archiv als PDF-Dateien zum Download zur Verfügung. Erscheint aller zwei Monate in Deutschland, Österreich und der Schweiz.
- ngo-dialog ist der monatlich erscheinende Newsletter der Fundraising-Akademie, der sich nicht nur an die Alumni der Akademie, sondern alle Personen richtet, die für ihre Vereine und Organisationen Anregungen im Bereich Sozialmarketing, Spenden und Sponsoring suchen.
- Sozialmarketing.de ist eine Informationsseite zu den Themenfeldern Sozialmarketing und digitale Kommunikation für Nonprofit-Organisationen. Der Mehrautoren-Blog versteht Fundraising als ganzheitlichen Auftrag zur Beschaffung aller notwendigen Ressourcen, also über den Geldbegriff hinaus.
- Akquisos-Newsletter der Bundeszentrale für politische Bildung/bpb, der für staatliche und nichtstaatliche Träger der politischen Bildung, NPOs, Bildungsinitiativen und -netzwerke aktuelle Informationen, Links und Tipps & Termine rund um das Thema Fundraising und Marketing aufbereitet sowie interessante Förderungen und aktuelle Ausschreibungen auf europäischer und nationaler Ebene mit Blick auf Antragsteller aus der politischen Bildung recherchiert.